# Donje Selo (Konjic)
Donje Selo är ett samhälle i Bosnien och Hercegovina. Det ligger i entiteten Federationen Bosnien och Hercegovina, i den centrala delen av landet, 40 km sydväst om huvudstaden Sarajevo. Donje Selo ligger 300 meter över havet och antalet invånare är 211.
Terrängen runt Donje Selo är bergig söderut, men norrut är den kuperad. Donje Selo ligger nere i en dal. Närmaste större samhälle är Konjic, 2,4 km sydost om Donje Selo.
I omgivningarna runt Donje Selo växer i huvudsak blandskog. Runt Donje Selo är det ganska tätbefolkat, med 93 invånare per kvadratkilometer.